# Scaphinotus ridingsi
Scaphinotus ridingsi är en skalbaggsart som beskrevs av Bland. Scaphinotus ridingsi ingår i släktet Scaphinotus och familjen jordlöpare. Inga underarter finns listade i Catalogue of Life.